# Адаптивный робот
Адаптивный робот — это робот с приводами имеющими обратную связь с датчиками оценки внешней среды. Адаптивный робот имеет софт с алгоритмами и параметрами обратных связей приводов с датчиками оценки внешней среды.
В адаптивных роботах приводы обычно имеют отрицательную обратную связь с моделью отслеживаемой области объекта в софте. Датчик оценки внешней среды находит разницу между отслеживаемой областью объекта в внешней среде и её моделью в софте.
Разницу софт передает на привод. Привод разницу уменьшает до нуля двигая захват, инструмент адаптивного робота.
Модель взаимодействия может обеспечивать обратную связь робота с внешней средой по:
1. положению рабочего органа робота относительно отслеживаемой области объекта внешней среды
2. параметрам излучения объекта в внешней среде
3. тепловому потоку через объект в внешней среде
4. электромагнитным параметрам объекта в внешней среде
5. электрическим параметрам объекта в внешней среде
6. другим параметрам объекта в внешней среде

Обратную связь захвата робота с датчиками оценки внешней среды делят на:
1. одномерную обратную связь. Угловое или линейное движение рабочего органа робота в одной оси пространства
2. двухмерную обратную связь. Угловое и/или линейное движение рабочего органа робота в двух осях пространства
3. трехмерную обратную связь. Угловое и/или линейное движение рабочего органа робота в трех и более осях пространства

Адаптивные роботы делят на:
- роботы с собственными датчиками оценки внешней среды
- роботы с внешними и собственными датчиками оценки внешней среды

Очувствленный робот не адаптивный робот, если в нём нет собственных датчиков оценки внешней среды.
Адаптивные роботы применяют в сварке несерийных изделий, габаритных конструкций, окраске, термической резке, шлифовке, фрезеровке. Адаптивные роботы компенсируют неточность сборки перед сваркой, отклонение геометрии изделия от чертежа.
Не адаптивные роботы можно сделать адаптивными оснастив датчиками оценки внешней среды с их софтом.
Адаптивные роботы с датчиками оценки внешней среды, предотвращающими столкновение робота с человеком, называют коботами.